# Чумартово
Чума́ртово (рос. Чумартово, ерз. Чумартов) — присілок у складі Темниковського району Мордовії, Росія. Входить до складу Андрієвського сільського поселення.
Населення — 159 осіб (2010; 231 у 2002).
Національний склад (станом на 2002 рік):
- мокшани — 49 %
- мордва — 48 %